# Histoire philatélique et postale de la Lorraine
Ceci est une introduction à l'histoire postale et philatélique  de la Lorraine.

## Aspects généraux
L'histoire postale et géographique de la Lorraine est particulièrement riche car elle témoigne de tous les bouleversements historiques qui ont affecté  cette province.

### La Lorraine et le Barrois
Les papiers timbrés du Duché de Lorraine témoignent de la constitution de la province.

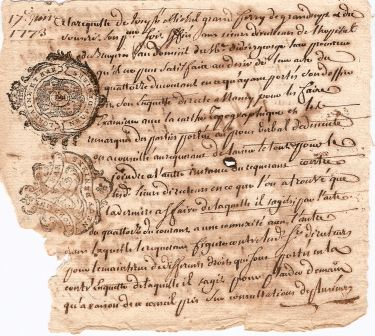
Document de 1773 sur papier timbré.
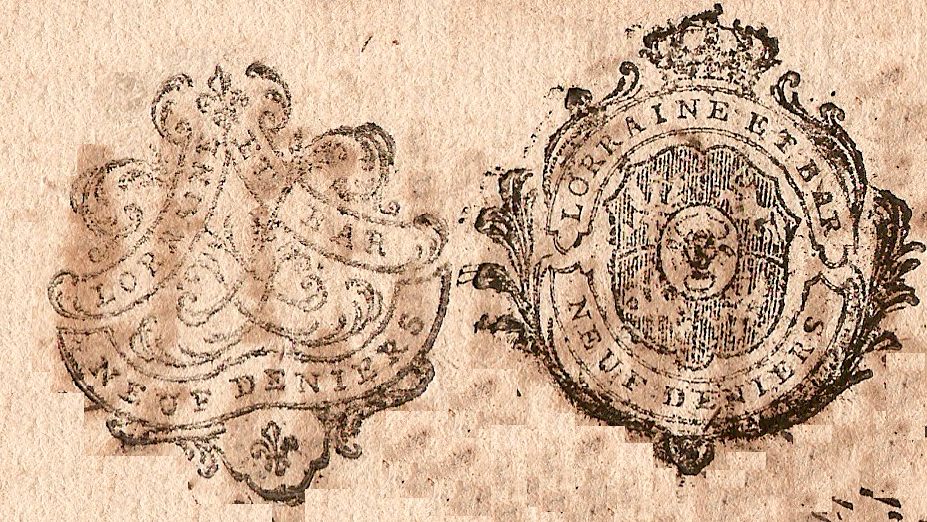
Les timbres figurant sur le document.

### L'occupation Allemande de 1871 à 1914
Pendant cette période, de nombreux courriers locaux sont devenus internationaux. En voici quelques exemples (des Vosges vers l'Alsace et de la Meurthe vers la Moselle). On notera la tarif à 40 centimes et le cachet [PD] (Payé jusqu'à destination).

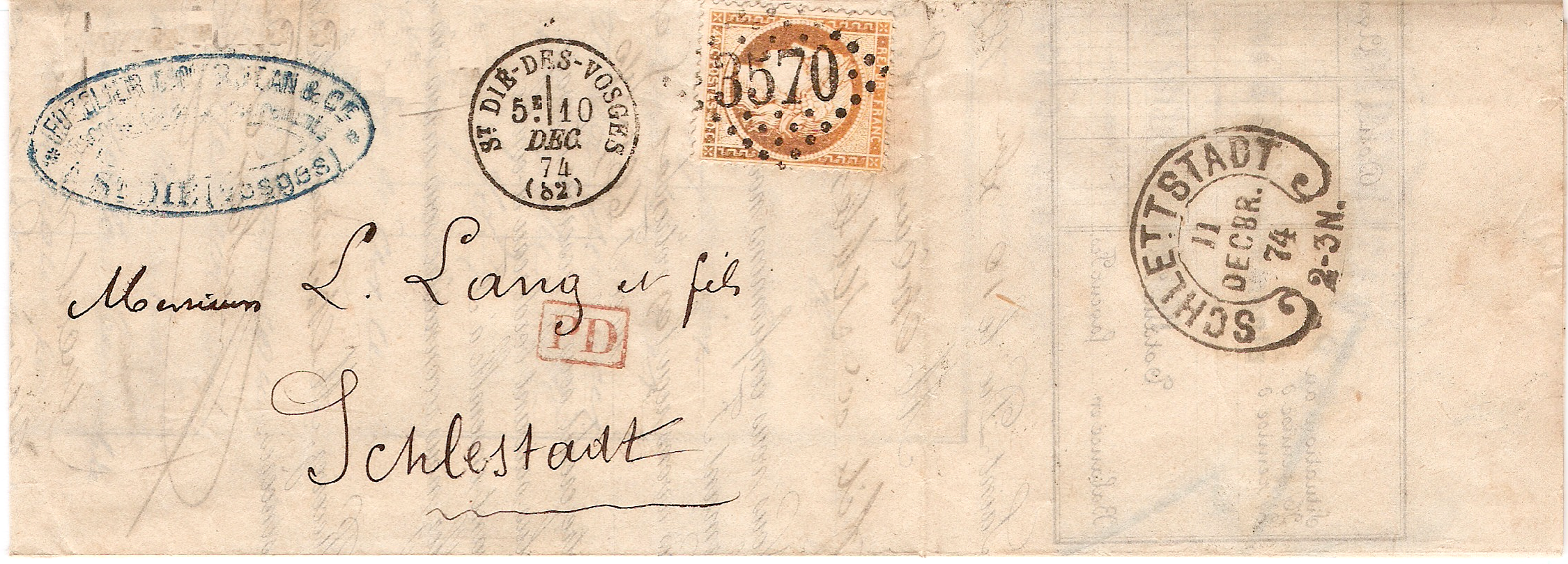
Lettre des Vosges (Saint-Dié) vers l'Alsace (Sélestat).
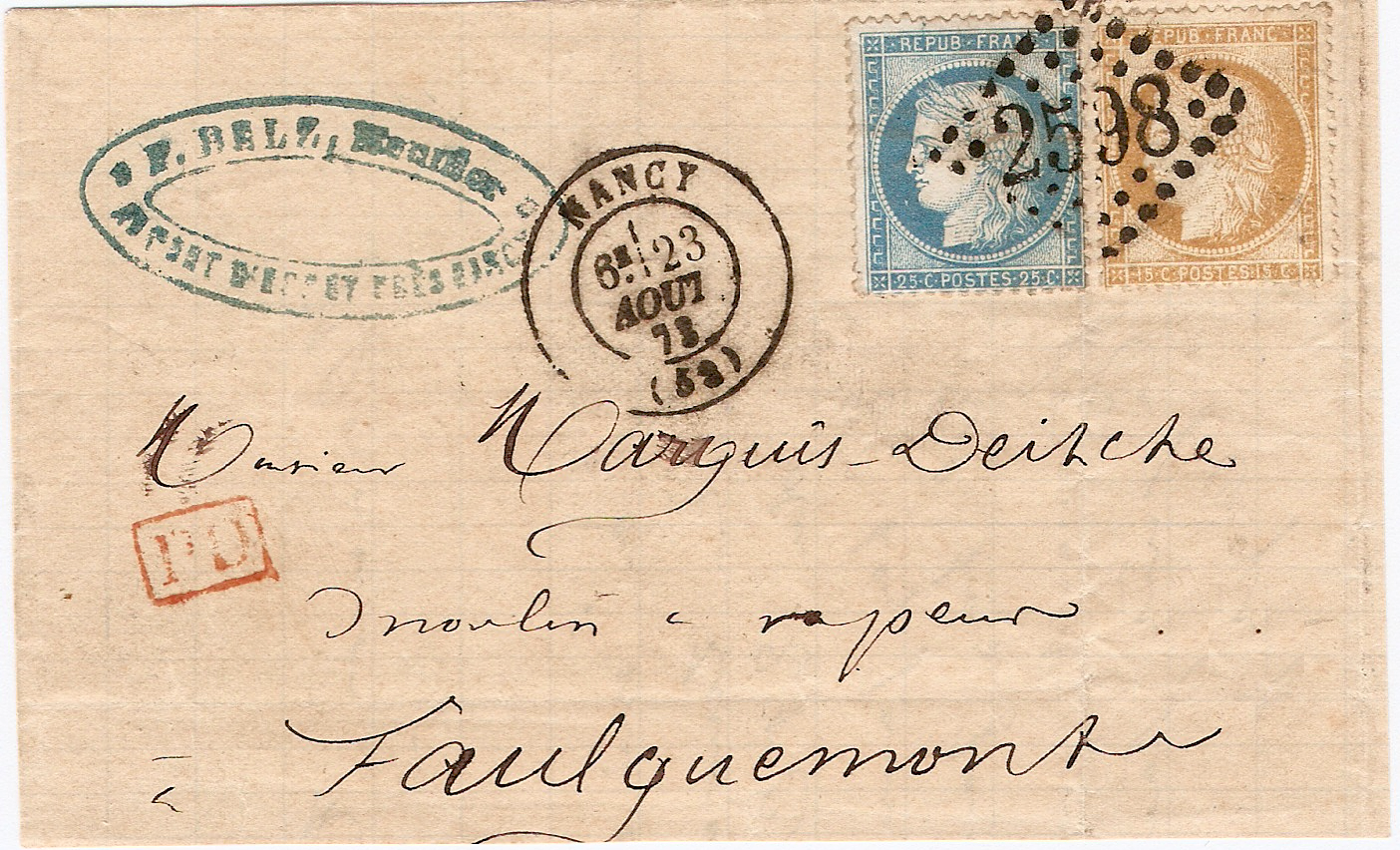
Lettre de Nancy à Faulquemont (Moselle) de 1873.

## Département de la Meurthe
Le département de la Meurthe a été créé par décret du 27 janvier 1790 avec 52 comme numéro d'identification. 

### Les premiers bureaux de poste
Nous recensons ici les bureaux de postes qui ont émis des marques postales linéaires entre 1792 et 1832. 
| Bureau              | Date ouverture | Exemples de marques                | Commentaires           |
| ------------------- | -------------- | ---------------------------------- | ---------------------- |
| Baccarat            | 1786           | 52 BACCARAT — 52 BACARAT           |                        |
| Blâmont             | 1778           | 52 BLAMONT                         |                        |
| Château-Salins      | 1781           | 52 CHAT.SALINS — 52 CHATEAU SALINS | Maintenant en Moselle. |
| Colombey-les-Belles | 1784           | 52 COLOMBEY                        |                        |
| Dieuze              | 1676           | 52 DIEUZE                          | Maintenant en Moselle. |
| Lunéville           | 1676           | 52 LUNEVILLE — DEB.DE LUNEVILLE    |                        |
| Moyenvic            | 1676           | 52 MOYENVIC                        | Maintenant en Moselle. |
| Nancy               | 1676           | 52 NANCY — NANCY 52 /FEVRIER 1828  |                        |

### Oblitérations par losanges petits chiffres
Les oblitérations par losanges petits chiffres à partir de 1852 permettent de mesurer la progression des bureaux.
| Petit Chiffre | Ville ou commune              | Cotations |
| ------------- | ----------------------------- | --------- |
| 43            | Albestroff                    | D         |
| 53            | Francaltroff — Altroff        | D         |
| 223           | Baccarat                      | C         |
| 403           | Blâmont                       | C         |
| 466           | Bourdonnay                    | E         |
| 466           | Maizières-lès-Vic             | D         |
| 775           | Château-Salins                | C         |
| 912           | Colombey-les-Belles           | C         |
| 2197          | Moyenvic                      | D         |
| 2197          | Marsal                        | D         |
| 2217          | Nancy                         | B         |
| 3855          | Aulnois-sur-Seille            | D         |
| 4167          | Abreschviller — Abreschwiller | D         |

En réalité, en 1857, un des bureaux (466 Bourdonnay) a été supprimé puis transféré dans une ville voisine (Maizières-lès-Vic) , de même pour Moyenvic et Marsal.

### La fin du département en 1871
Le département de la Meurthe a été réorganisé en 1871 à la suite du traité de Francfort où une partie a été annexée par l'Allemagne et fait maintenant partie de la Moselle. La partie restante a été intégrée à la Meurthe-et-Moselle.
Les traces de cette réorganisation sont très visibles dans l'affectation des numéros d'ordre des oblitérations de type losange gros chiffres. En effet les numéros des bureaux des communes annexées par l'Allemagne ont été réaffectés aux nouvelles créations. Par exemple, le numéro 5 avait été initialement affecté au bureau de poste d'Abreschviller. Il a été ensuite (en 1871) affecté à la ville de Vavincourt (en Meuse).
| N° Bureau | Ville Meurthe                 | Nouvelle affectation                            | Nouveau Département | N° Dep. |
| --------- | ----------------------------- | ----------------------------------------------- | ------------------- | ------- |
| 5         | Abreschviller — Abreschwiller | Vavincourt                                      | Meuse               | 53      |
| 54        | Albestroff                    | Dampierre-sur-Linotte — Dampierre-lès-Montbozon | Haute-Saône         | 69      |
| 71        | Francaltroff — Altroff        | Saint-Méard-de-Gurçon                           | Dordogne            | 23      |
| 224       | Aulnois-sur-Seille            | Cormolain — Cormolin                            | Calvados            | 13      |
| 925       | Château-Salins                | Loiron                                          | Mayenne             | 51      |
| 1288      | Delme                         | Tincques                                        | Pas-de-Calais       | 61      |
| 1302      | Dieuze                        | Wardrecques                                     | Pas-de-Calais       | 61      |
| 1480      | Fénétrange                    | Saint-Puy                                       | Gers                | 31      |
| 2063      | Lixheim                       | Roullet                                         | Charente            | 15      |
| 2089      | Lorquin                       | Boissey-le-Châtel                               | Eure                | 26      |
| 2176      | Maizières-lès-Vic             | Léon                                            | Landes              | 39      |
| 2237      | Marsal                        | Bazougers                                       | Mayenne             | 51      |
| 2842      | Phalsbourg                    | Gouesnou                                        | Finistère           | 28      |
| 3304      | Sarrebourg                    | Labarthe-Inard                                  | Haute-Garonne       | 30      |
| 4188      | Vic-sur-Seille                | Mirabeau                                        | Vaucluse            | 86      |

Le cachet de numéro 2089 a été également utilisé pour Nancy.

## Département de Meurthe-et-Moselle

### Oblitérations gros chiffres
Lors formation du nouveau département les numéros gros chiffres ont été conservés, les numéros de département sur les cachets à date ayant conservé leur trace d'origine, 52 pour la Meurthe et 55 pour la Moselle.
| N° Bureau | Ville               | N° Dep. |
| --------- | ------------------- | ------- |
| 219       | Audun-le-Roman      | 55      |
| 276       | Baccarat            | 52      |
| 489       | Blâmont             | 52      |
| 631       | Briey               | 55      |
| 1080      | Colombey-les-Belles | 52      |

## Département de la Meuse
Le département de la Meuse a été créé par décret du 4 mars 1790 avec 53 comme numéro d'identification. 

### Les premiers bureaux de poste
| Bureau              | Date ouverture | Exemples de marques                                               |
| ------------------- | -------------- | ----------------------------------------------------------------- |
| Bar-le-Duc          | 1793           | 53 BARLEDUC — 53 BAR S ORNAIN — 53 BAR LE DUC — 53 BAR SUR ORNAIN |
| Clermont-en-Argonne | 1659           | 53 CLERMONT                                                       |
| Damvillers          | 1784           | 53 DAMVILLERS                                                     |
| Dun-sur-Meuse       | 1783           | 53 DUN — 53 DUN S MEUSE — DEB 53/DUN SUR MEUSE                    |

## Département de la Moselle
Par ses deux occupations, le Département de la Moselle combine deux histoires philatéliques, celle de la France et celle de l'Allemagne.

## Département des Vosges
Le département des Vosges a été créé par décret du 4 mars 1790 avec 82 comme numéro d'identification. 

### Les premiers bureaux de poste
| Bureau          | Date ouverture | Exemples de marques                |
| --------------- | -------------- | ---------------------------------- |
| Bains-les-Bains | 1783           | 82 BAINS — deb.de bains en vosge   |
| Bruyères        | 1779           | 82 BRUYERES                        |
| Charmes         | 1779           | 82 CHARMES                         |
| Darney          | 1782           | 82 DARNAY                          |
| Schirmeck       | 1818           | 82 Schirmeck MOLSHEIM 82 SCHIRMECK |

### Oblitérations par losanges petits chiffres
Les oblitérations par losanges petits chiffres à partir de 1852 permettent de mesurer la progression des bureaux.
| Petit Chiffre | Ville ou commune                  |
| ------------- | --------------------------------- |
| 48            | Allarmont                         |
| 240           | Bains-les-Bains — Bains-en-Vosges |
| 2581          | Schirmeck                         |
| 3853          | Arches                            |

### Oblitérations par losanges gros chiffres

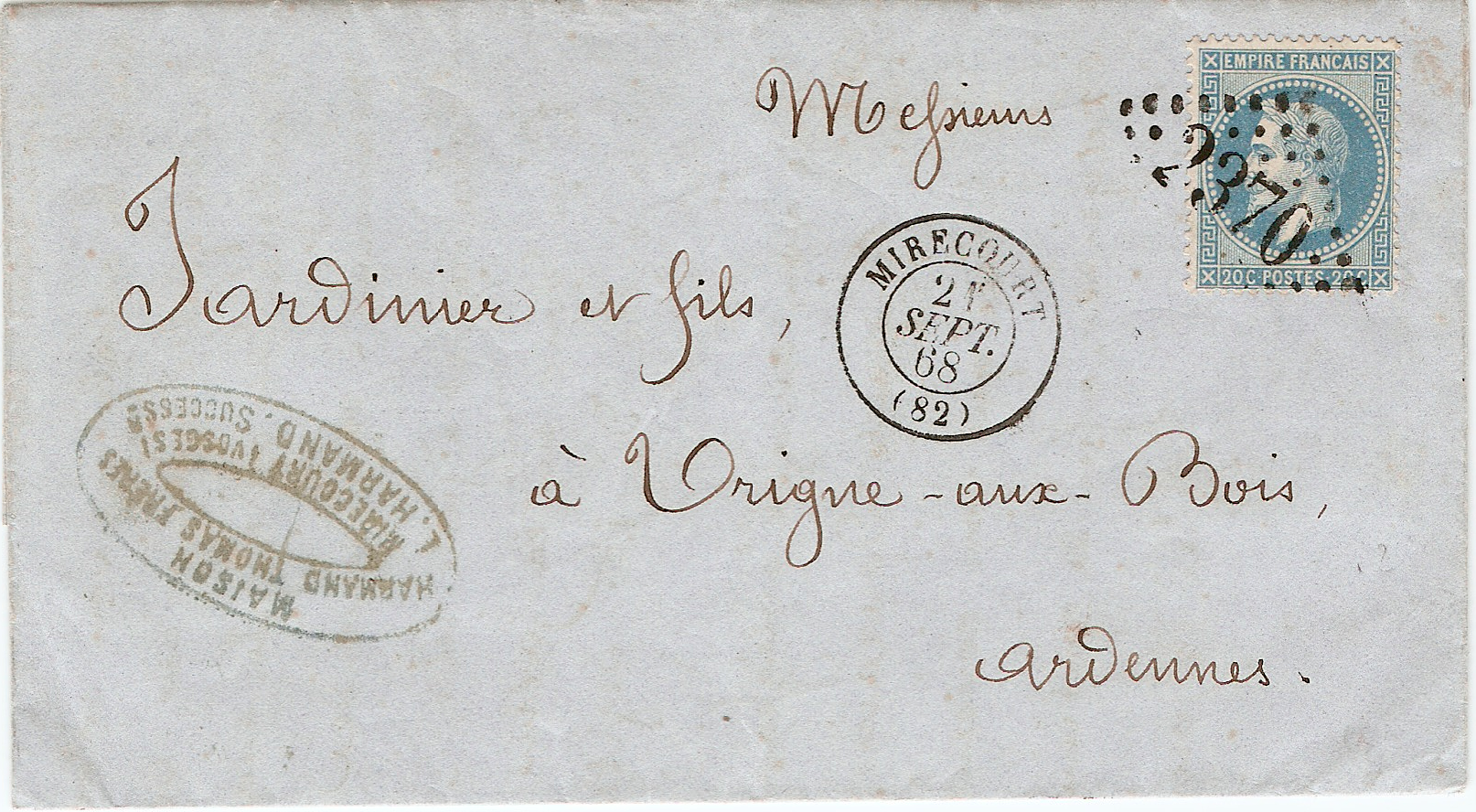
Lettre envoyée de Mirecourt en 1868

Les oblitérations par losanges gros chiffres à partir de 1862 permettent de mesurer d'autres vagues de création. 
| Gros Chiffre | Ville ou commune                  |
| ------------ | --------------------------------- |
| 62           | Allarmont                         |
| 139          | Arches                            |
| 293          | Bains-les-Bains — Bains-en-Vosges |
| 678          | Bussang                           |
| 959          | Châtenois                         |

Quelques villes sont annexées par l'Allemagne. Elles ont vu leurs codes d'identification affectés à de nouveaux bureaux. Elles ont ensuite conservé leur appartenance à l'Alsace (Bas-Rhin).
| N° Bureau | Ville Vosges | Nouvelle affectation           | Nouveau Département | N° Dep. |
| --------- | ------------ | ------------------------------ | ------------------- | ------- |
| 3217      | Rothau       | Noyers-Bocage                  | Calvados            | 13      |
| 3252      | Saales       | Le Buisson-de-Cadouin — Cabans | Dordogne            | 23      |
| 3348      | Schirmeck    | Saint-Martin-de-Hinx           | Landes              | 39      |